# A taula
A taula (títol original en alemany, Zu Tisch) és una sèrie de televisió documental d'aproximadament mitja hora de ZDF per al canal francoalemany Arte, rodada a diversos llocs del món. El títol francès és Cuisines des terroirs. S'ha doblat al català per al canal 33.

## Concepte
L'equip de gravació visita persones de diferents regions i els acompanya en la seva vida quotidiana. A més de l'elaboració de diversos plats típics regionals, també es mostra la producció o adquisició dels ingredients. El programa pretén fer possible l'experiència del que significa la cuina per a la gent d'aquestes contrades. Les receptes també es publicaran al web de del programa.

## Emissió
Els episodis es va emetre per primera vegada a Arte, i es van reemetre a Arte, 3sat, ServusTV, Phoenix, ZDFinfo, BonGusto, Planet, ORF 2, ORF 3, SRF zwei i S1.
La sèrie es va estrenar el 7 de gener de 2001 amb l'episodi dedicat a la Sardenya. A finals del 2022, s'havien estrenat 276 episodis, la majoria de regions europees.